# Удо IV фон Страсбург
Удо IV фон Страсбург (на немски: Udo IV von Straßburg; Utho, Uto, III; † 26 август 965) от фамилята на Конрадините, е епископ на Страсбург от 950 до 965 г.

## Биография
Той е вторият син на граф Удо I фон Ветерау (* 900, † 949) съпругата му Кунегонда от Вермандоа, праправнучка на Карл Велики, дъщеря на граф Хериберт I (Каролинги). По-големият му брат Хериберт фон Ветерау (* 925, † 992) е пфалцграф, 949 граф на Ветерау и 976 на Глайберг. Роднина е на Конрад I (Германия) († 23 декември 918), крал на Източното франкско кралство (911 – 918).
Ото I поставя Удо IV като епископ на Страсбург. Той основава училища, подновява библиотеката на църквата. През 952 г. участва в един църковен събор в Аугсбург. През 961 г. подарява на църквата в Страсбург значителни фамилни собствености.
Удо пише „вита“ на епископ Арбогаст от Страсбург († 618) и вероятно вита на свети Аманд от Страсбург († ок. 355), първият епископ на Страсбург през 4 век и участник в църковния събор в Сердика (ок. 342/343).
Удо остава винаги привърженик на краля. Той придружава през 961 г. Ото до Италия и участва през 962 г. на короноването му в Рим и му е свидетел при папата.